# 特魯賓湖
特魯賓湖（烏克蘭語：Трубин），是烏克蘭的湖泊，位於該國北部切爾尼戈夫州，處於傑斯納河左岸，長7公里、寬0.6公里，面積0.4平方公里，平均水深5.7米，最大水深12米。
51°23′50″N 32°22′08″E / 51.39722°N 32.36889°E